# Offignies

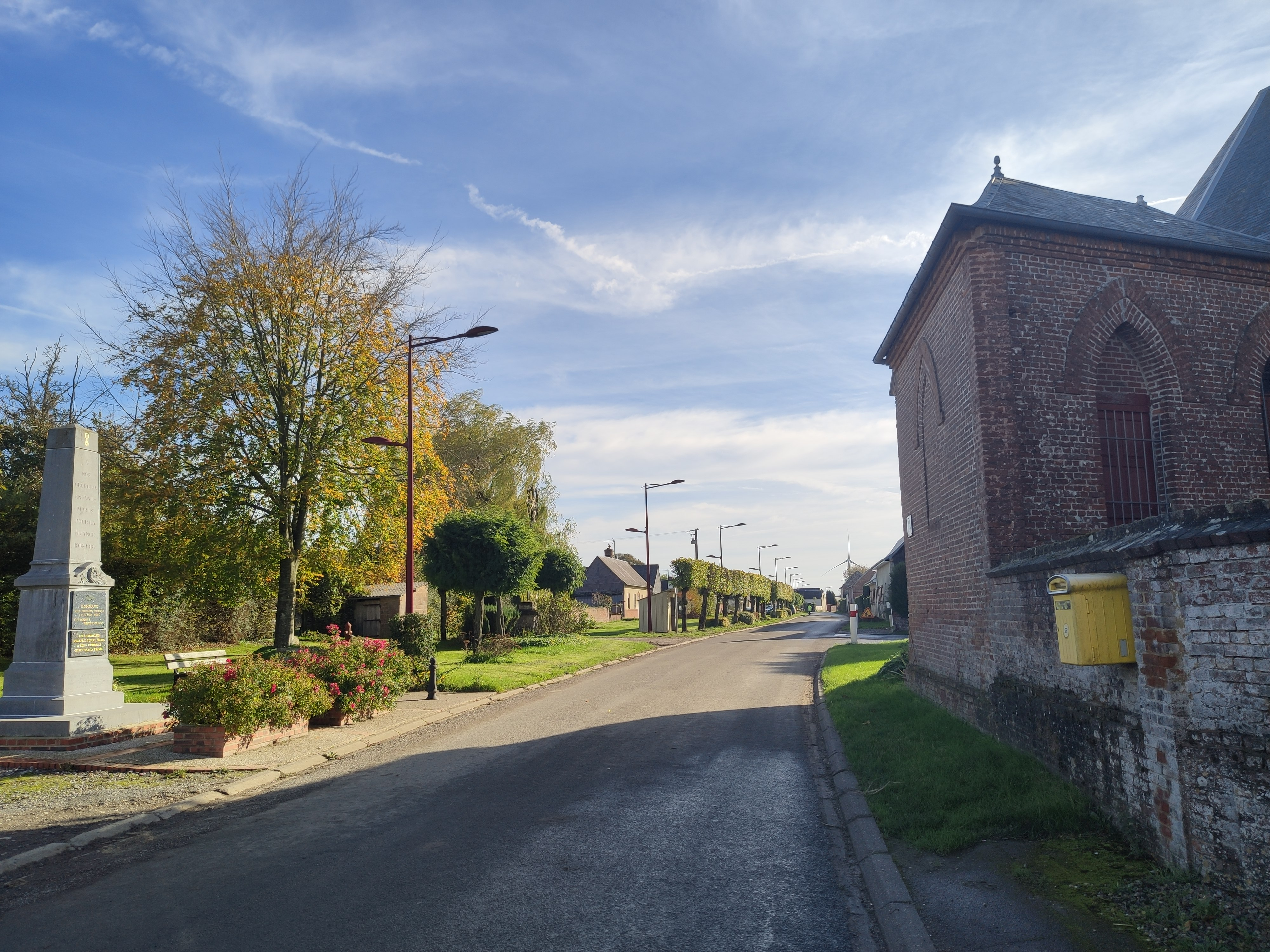
La Grande-rue.

Offignies est une commune française située dans le département de la Somme, en région Hauts-de-France.

## Géographie

### Localisation
Offignies est un village picard de l'Amiénois proche du Vimeu.
À vol d'oiseau, la localité est située à 7 km au sud-est de Beaucamps-le-Vieux, 8 km au nord-est d'Aumale, 10 km au nord-ouest de Poix-de-Picardie, 34 km au sud-ouest d'Amiens, 34 km au sud d'Abbeville et à 43 km au nord-ouest de Beauvais.
Le territoire de la commune est limitrophe de ceux de quatre communes.  
Les communes limitrophes sont Bettembos, Hornoy-le-Bourg, Lignières-Châtelain et Morvillers-Saint-Saturnin.

### Hydrographie
La commune est située dans le bassin Seine-Normandie. Elle n'est drainée par aucun cours d'eau,.

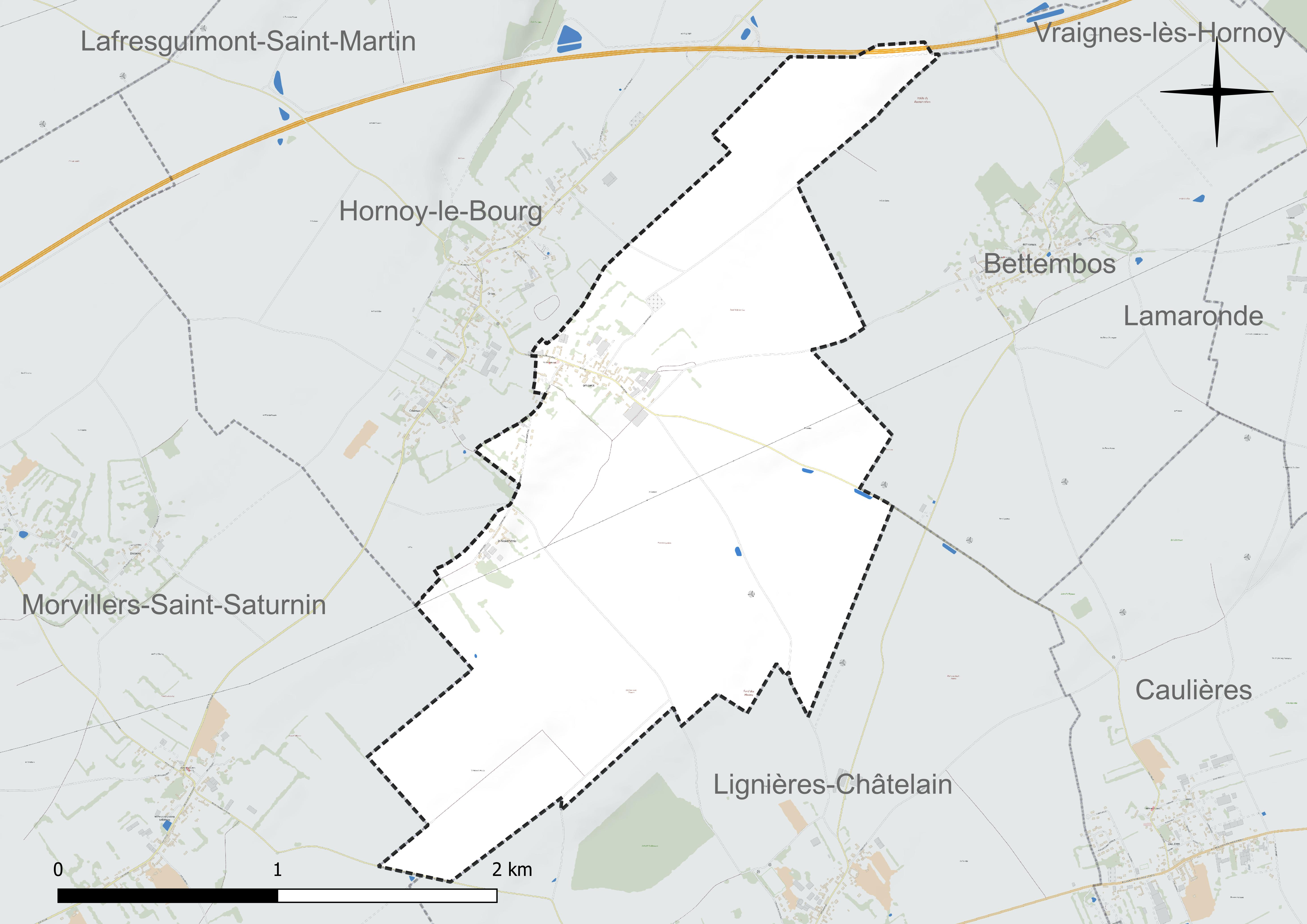
Réseau hydrographique d'Offignies.

### Climat
Pour des articles plus généraux, voir Climat des Hauts-de-France et Climat de la Somme.
En 2010, le climat de la commune est de type climat océanique dégradé des plaines du Centre et du Nord, selon une étude du CNRS s'appuyant sur une série de données couvrant la période 1971-2000. En 2020, Météo-France publie une typologie des climats de la France métropolitaine dans laquelle la commune est exposée à un climat océanique et est dans la région climatique Côtes de la Manche orientale, caractérisée par un faible ensoleillement (1 550 h/an) ; forte humidité de l'air (plus de 20 h/jour avec humidité relative > 80 % en hiver), vents forts fréquents.
Pour la période 1971-2000, la température annuelle moyenne est de 9,6 °C, avec une amplitude thermique annuelle de 14,4 °C. Le cumul annuel moyen de précipitations est de 870 mm, avec 13 jours de précipitations en janvier et 9 jours en juillet. Pour la période 1991-2020, la température moyenne annuelle observée sur la station météorologique la plus proche, située sur la commune de Saint-Arnoult à 19 km à vol d'oiseau, est de 10,4 °C et le cumul annuel moyen de précipitations est de 797,2 mm,. Pour l'avenir, les paramètres climatiques de la commune estimés pour 2050 selon différents scénarios d'émission de gaz à effet de serre sont consultables sur un site dédié publié par Météo-France en novembre 2022.

## Urbanisme

### Typologie
Au 1er janvier 2024, Offignies est catégorisée commune rurale à habitat dispersé, selon la nouvelle grille communale de densité à sept niveaux définie par l'Insee en 2022.
Elle est située hors unité urbaine et hors attraction des villes,.

### Occupation des sols
L'occupation des sols de la commune, telle qu'elle ressort de la base de données européenne d'occupation biophysique des sols Corine Land Cover (CLC), est marquée par l'importance des territoires agricoles (97 % en 2018), une proportion sensiblement équivalente à celle de 1990 (97,4 %). La répartition détaillée en 2018 est la suivante : 
terres arables (80,3 %), prairies (16,7 %), zones urbanisées (3 %). L'évolution de l'occupation des sols de la commune et de ses infrastructures peut être observée sur les différentes représentations cartographiques du territoire : la carte de Cassini (XVIIIe siècle), la carte d'état-major (1820-1866) et les cartes ou photos aériennes de l'IGN pour la période actuelle (1950 à aujourd'hui).

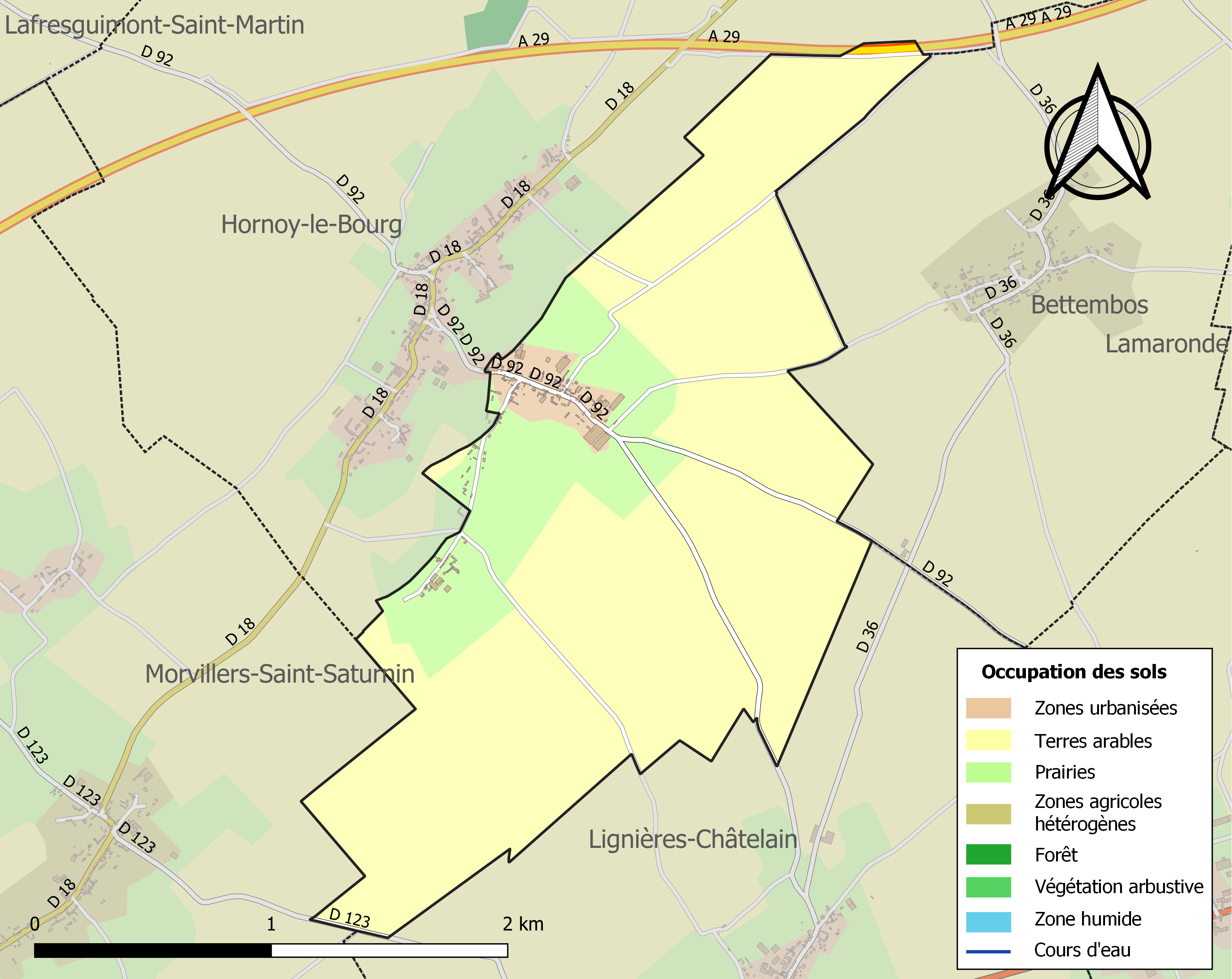
Carte des infrastructures et de l'occupation des sols de la commune en 2018 (CLC).

### Voies de communication et transports
Ce village picard est traversé, au nord du territoire communal, par l'autoroute A29, dont l'accès le plus proche est la sortie no 13 (Poix-de-Picardie).
La commune est située à proximité de l'ex-RN 29 (actuelle RD 1029).
En 2019, la localité est desservie par les lignes de bus du réseau Trans'80 (ligne no 32), chaque jour de la semaine, sauf le dimanche et les jours fériés.

## Toponymie
Le nom de la localité est attesté sous les formes Offiniacas en 713 et 714, Offegnies en 1209.

## Histoire
Le village a eu ses seigneurs au moins dès 1208 :
- Watier d'Offignies né avant 1301, seigneur d'Offignies.
- Watier dit Gadifer d'Offignies marié avec Marie de Boulainvilliers, dame de Boulainvilliers et de Cépoye, fille de Jean II, seigneur de Boulainvilliers, de Bezencourt.
- Gadifer ou Perceval I d'Offignies et Jean I d'Offignies.

### Seconde Guerre mondiale
Le village a connu des combats lors de l'invasion allemande de 1940.

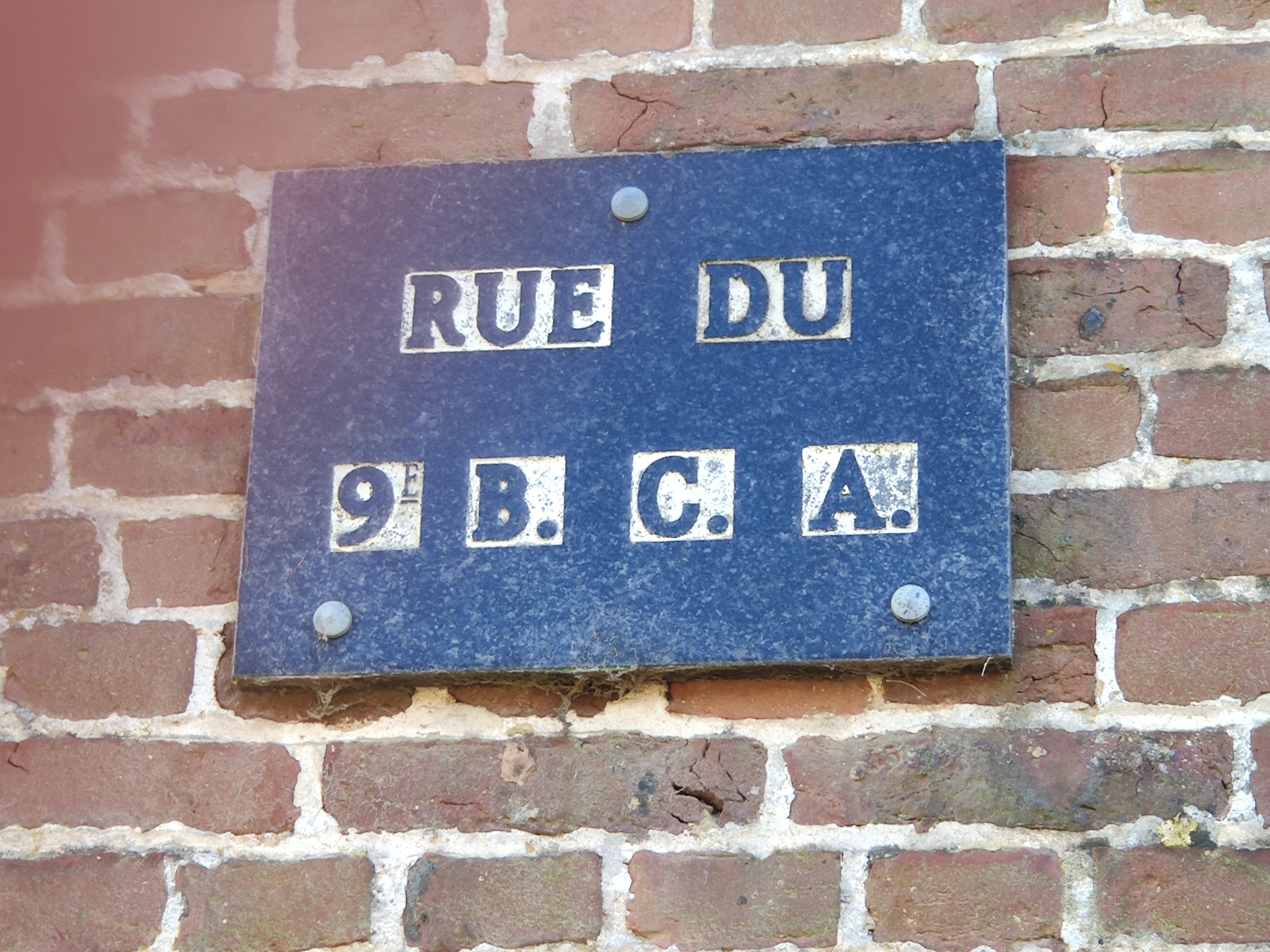
Plaque de rue en hommage au 9e bataillon de chasseurs alpins qui défendit le village lors de la Bataille de France.

## Politique et administration

### Rattachements administratifs et électoraux
La commune se trouve dans l'arrondissement d'Amiens du département de la Somme. Pour l'élection des députés, elle fait partie depuis 2012 de la quatrième circonscription de la Somme.
Elle fait partie depuis 1801 du canton de Poix-de-Picardie. Dans le cadre du redécoupage cantonal de 2014 en France, ce canton, où la commune reste intégrée, est modifié et agrandi.

### Intercommunalité
La commune était membre de la communauté de communes du Sud-Ouest Amiénois (CCSOA), créée en 2004.
Dans le cadre des dispositions de la loi portant nouvelle organisation territoriale de la République du 7 août 2015, qui prévoit que les établissements publics de coopération intercommunale (EPCI) à fiscalité propre doivent avoir un minimum de 15 000 habitants, la préfète de la Somme propose en octobre 2015 un projet de nouveau schéma départemental de coopération intercommunale (SDCI) qui prévoit la réduction de 28 à 16 du nombre des intercommunalités à fiscalité propre du département.
Ce projet prévoit la « fusion des communautés de communes du Sud-Ouest Amiénois, du Contynois et de la région d'Oisemont », le nouvel ensemble de 37 412 habitants regroupant 120 communes,. À la suite de l'avis favorable de la commission départementale de coopération intercommunale en janvier 2016, la préfecture sollicite l'avis formel des conseils municipaux et communautaires concernés en vue de la mise en œuvre de la fusion.
La communauté de communes Somme Sud-Ouest (CC2SO), dont est désormais membre la commune, est ainsi créée au 1er janvier 2017.

### Liste des maires
| Période                                  | Période                   | Identité        | Étiquette | Qualité                         |
| ---------------------------------------- | ------------------------- | --------------- | --------- | ------------------------------- |
| Les données manquantes sont à compléter. |                           |                 |           |                                 |
|                                          | 1981                      | Robert Marest   |           | Décédé en fonctions             |
| 1981                                     | 1995                      | Willy Saelens   |           | Agriculteur                     |
| 1995                                     | 2008                      | Laszlo Muzsnay  |           |                                 |
| mars 2008                                | avril 2020                | Willy Saelens   |           | Agriculteur Décédé en fonctions |
| mai 2020                                 | En cours (au 29 mai 2020) | Michèle Herduin |           | Retraitée                       |

## Population et société

### Démographie
L'évolution du nombre d'habitants est connue à travers les recensements de la population effectués dans la commune depuis 1793. Pour les communes de moins de 10 000 habitants, une enquête de recensement portant sur toute la population est réalisée tous les cinq ans, les populations de référence des années intermédiaires étant quant à elles estimées par interpolation ou extrapolation. Pour la commune, le premier recensement exhaustif entrant dans le cadre du nouveau dispositif a été réalisé en 2004.

En 2022, la commune comptait 86 habitants, en évolution de +21,13 % par rapport à 2016 (Somme : −1,26 %, France hors Mayotte : +2,11 %).
| 1793 | 1800 | 1806 | 1821 | 1831 | 1836 | 1841 | 1846 | 1851 |
| ---- | ---- | ---- | ---- | ---- | ---- | ---- | ---- | ---- |
| 330  | 327  | 368  | 278  | 279  | 278  | 269  | 264  | 230  |

| 1856 | 1861 | 1866 | 1872 | 1876 | 1881 | 1886 | 1891 | 1896 |
| ---- | ---- | ---- | ---- | ---- | ---- | ---- | ---- | ---- |
| 230  | 200  | 180  | 173  | 156  | 131  | 131  | 109  | 115  |

| 1901 | 1906 | 1911 | 1921 | 1926 | 1931 | 1936 | 1946 | 1954 |
| ---- | ---- | ---- | ---- | ---- | ---- | ---- | ---- | ---- |
| 116  | 112  | 107  | 104  | 100  | 100  | 104  | 109  | 103  |

| 1962 | 1968 | 1975 | 1982 | 1990 | 1999 | 2004 | 2006 | 2009 |
| ---- | ---- | ---- | ---- | ---- | ---- | ---- | ---- | ---- |
| 102  | 97   | 95   | 75   | 81   | 70   | 67   | 67   | 65   |

| 2014 | 2019 | 2022 | - | - | - | - | - | - |
| ---- | ---- | ---- | - | - | - | - | - | - |
| 70   | 80   | 86   | - | - | - | - | - | - |

### Enseignement
La compétence enseignement primaire est gérée par la communauté de communes.

## Culture locale et patrimoine

### Lieux et monuments
- Église Saint-Martin[35].

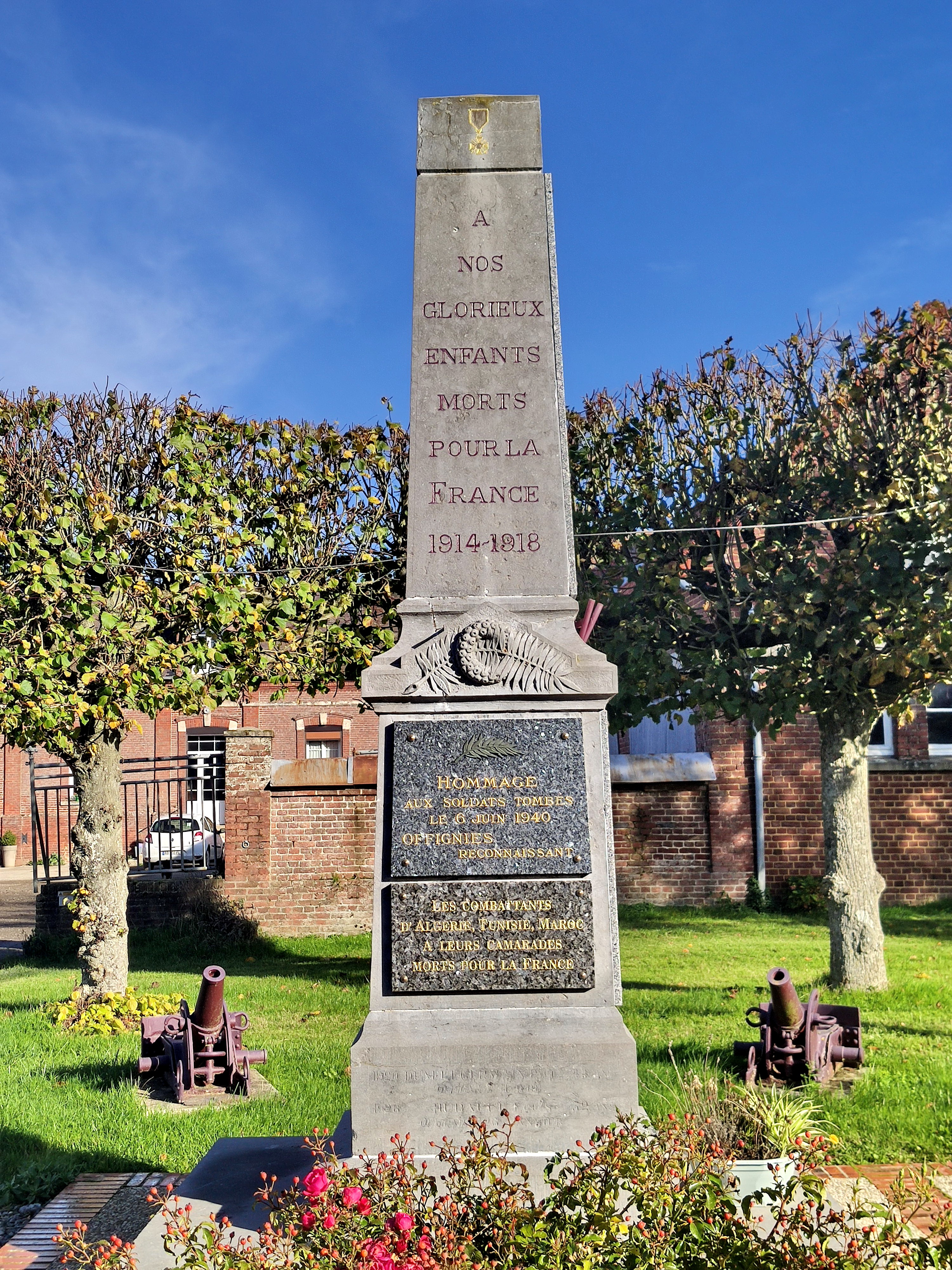
Le monument aux morts.

L'ouverture du chevet a fait l'objet d'un traitement particulier au niveau de la toiture en ardoise.

L'église Saint-Martin
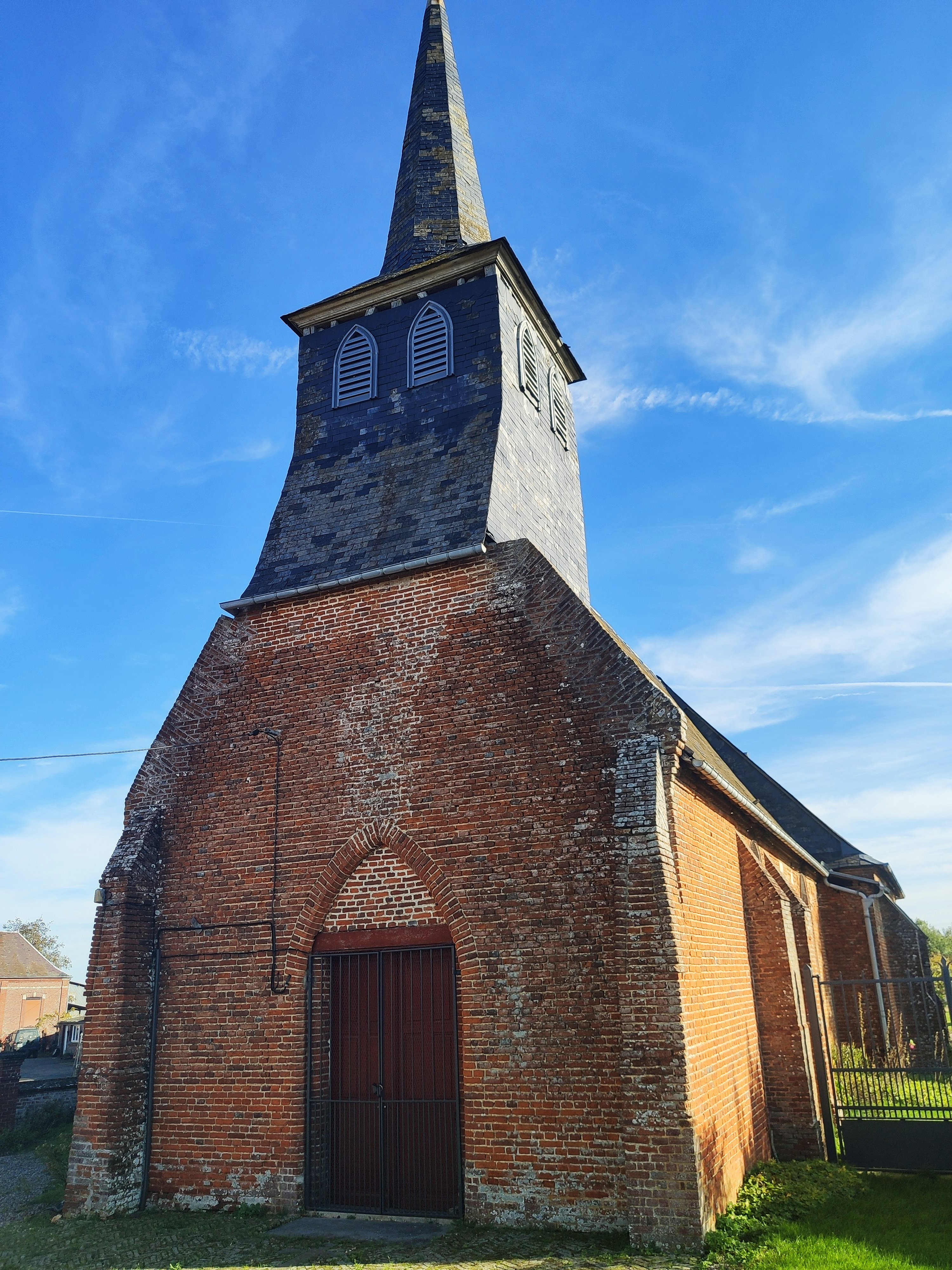
Façade du clocher.
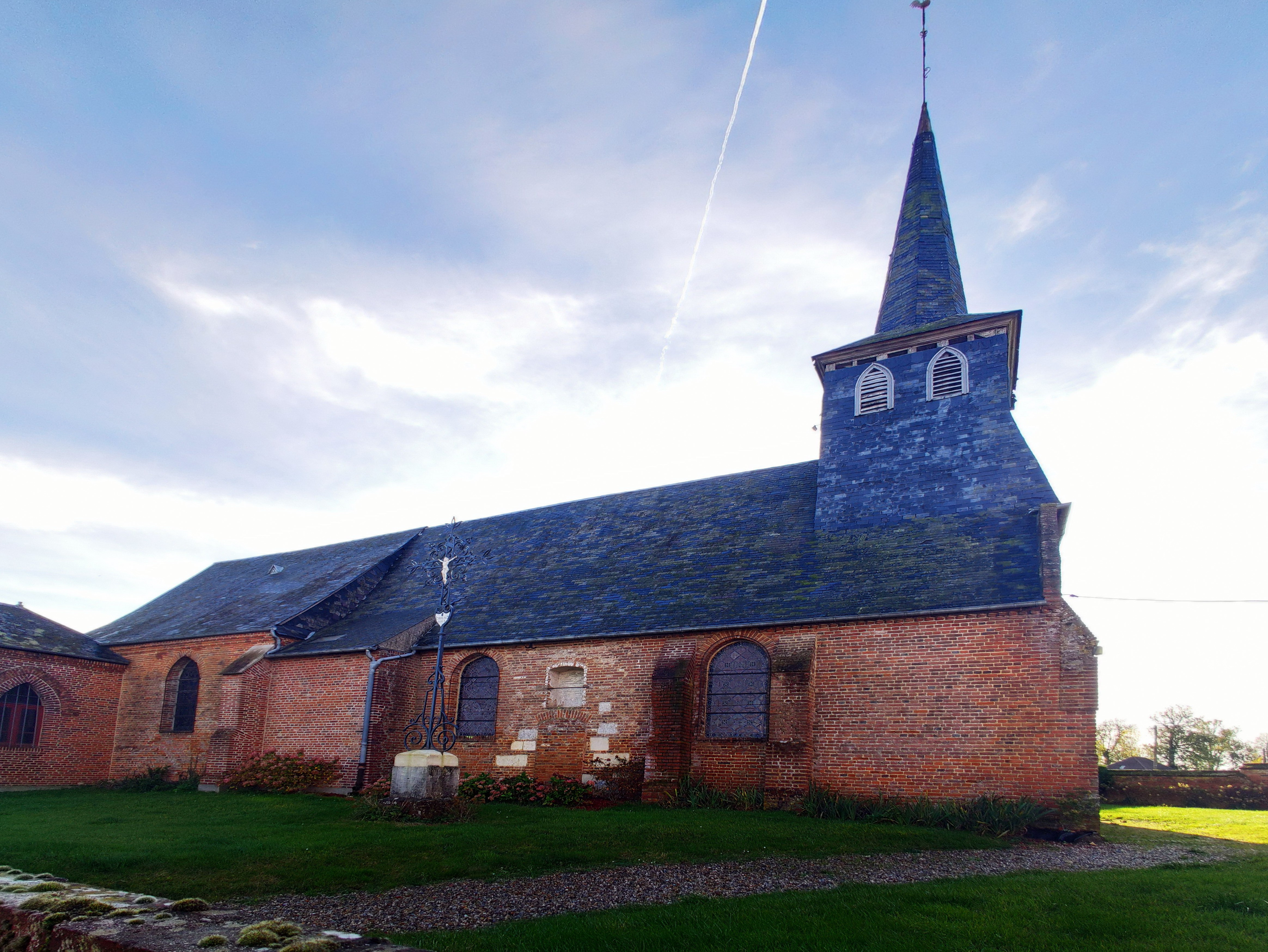
La nef.
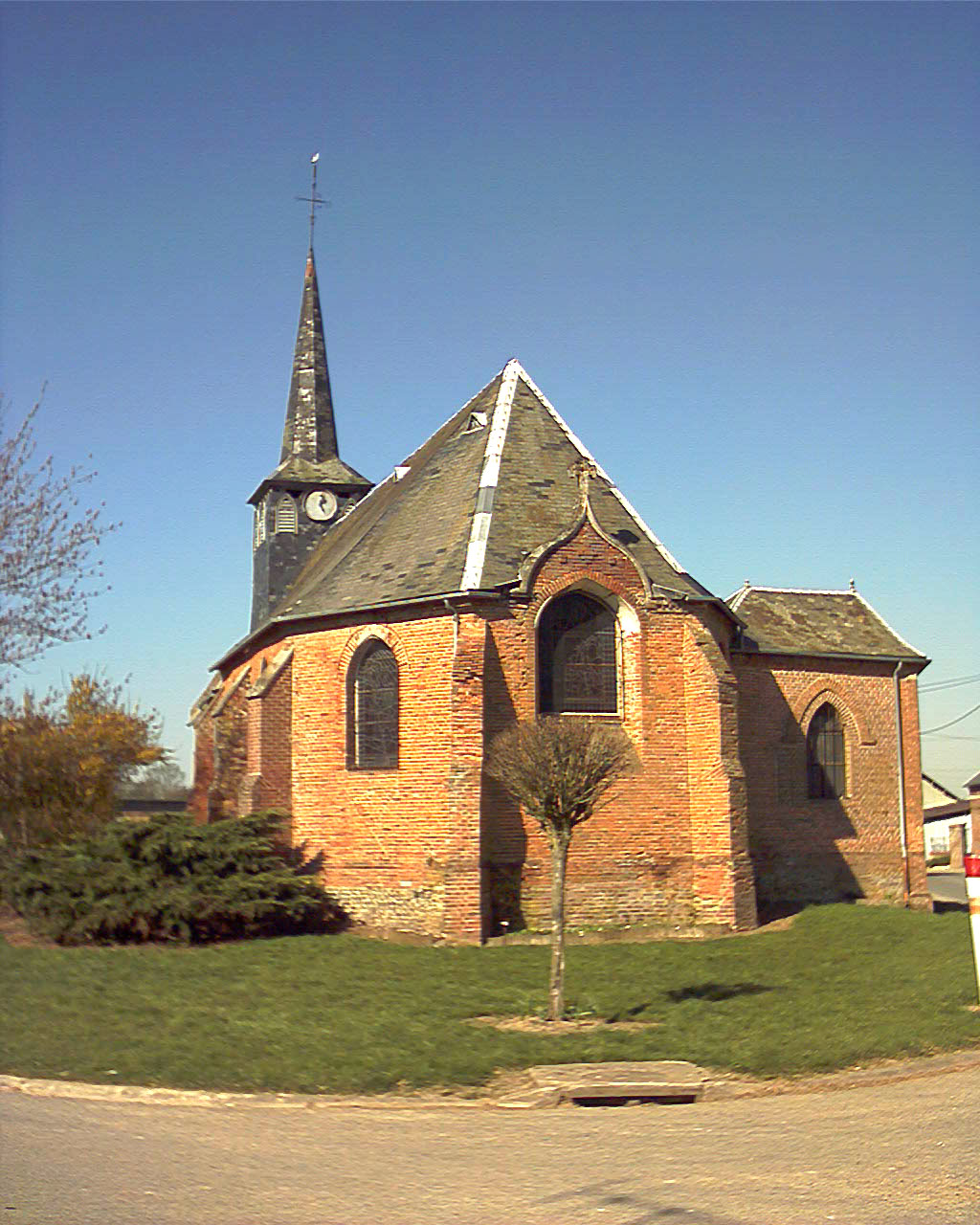
L'ouverture du chevet.

- Le monument aux morts pour la patrie de la Première Guerre mondiale, encadré par deux mortiers. Le souvenir des victimes des combats du 6 juin 1940 est rappelé par une plaque fixée sur le monument. Une plaque est dédiée aux combattants d'Algérie, Tunisie et Maroc.

### Héraldique
|  | Les armes de la commune se blasonnent ainsi : d'argent au sautoir de gueules. Le blason est celui de la famille d'Offignies, seigneur du lieu jusqu'au XVIe siècle. |